# Olesa de Montserrat
Olesa de Montserrat è un comune spagnolo di 23 924 abitanti situato nella comunità autonoma della Catalogna.